# Еджуд (Пенсилвания)
Еджуд (на английски: Edgewood) е град в североизточната част на Съединените американски щати, част от окръг Алегени на щата Пенсилвания. Населението му е около 3 100 души (2010).
Разположен е на 298 метра надморска височина в Апалачкото плато, на 9 километра източно от центъра на Питсбърг. Селището е основано през 1888 година и днес е предимно жилищно предградие на Питсбърг.

## Известни личности
Родени в Еджуд
- Франсис Арнолд (р. 1956), инженер-химичка